# Spoorstroomnet
Een spoorstroomnet is een stroomnet dat bedoeld is om elektrische spoorwegen van stroom te voorzien.
De bouw van een zelfstandig spoorstroomnet is in de regel alleen zinvol als er met eenfasewisselstroom en verlaagde frequentie gewerkt wordt, zoals in Duitsland, Oostenrijk en Zwitserland.
Daarnaast kan de bouw van een spoorstroomnet ook nuttig zijn als draaistroom in de onderstations van het spoor met behulp van roterende omvormers of elektronische omrichters in de voor de bovenleiding geschikte spanning en stroomsoort omgezet wordt. Op sporen waar met gelijkstroom gewerkt wordt, wordt deze opstelling veel gebruikt.
Eigen spoorstroomnetten voor sporen met eenfasewisselstroom en verlaagde frequentie worden ingevoerd in Mecklenburg-Voor-Pommeren, Saksen-Anhalt, Noorwegen en Zweden.
Als bijzonderheid kan gemeld worden dat de Mariazellerbahn, die met eenfasewisselstroom op 25 hertz bedreven wordt, een eigen spoorstroomnet heeft.

## Gebieden met spoorstroomnetten
- Duitsland (buiten Mecklenburg-Voorpommeren en Saksen-Anhalt), gezamenlijk 7959 km
- Zwitserland
- Oostenrijk (hier is nog een tweede baanstroomnet voor de Mariazellerbahn)
- de Verenigde Staten (in het gebied rond Washington en New York, ter voorziening van de sporen op eenfasewisselstroom met 25 Hz aldaar)